# Râul Sunja
Sunja (în rusă: Су́нжа, Osețină: Сунжæ, Sunžæ, Cecenă: Соьлжа, Sölƶa) este un râu în partea de sud-vest a Rusiei, care traversează Oseția de Nord, Ingușeția și Cecenia. Își are obârșia pe pantele nordice ale Caucazului, iar după ce parcurge o distanță de 278 km se varsă în Terek. Principalele localități traversate sunt Nazran (capitala Ingușeției), Karabulak și Groznâi(capitala Ceceniei). În urma războaielor din Cecenia, distrugerea rezervoarelor de petrol a cauzat poluarea apelor râului cu hidrocarburi.